# Down II: A Bustle in Your Hedgerow
Down II: A Bustle in Your Hedgerow ist das zweite Studioalbum der US-amerikanischen Metal-Band Down. Es erschien im März 2002 via Elektra Records.

## Entstehung und Stil
Da es sich bei Down um eine Supergroup handelt, konzentrierten sich die Bandmitglieder nach NOLA wieder auf ihre jeweiligen Bands (EyeHateGod, Corrosion of Conformity, Crowbar und Pantera). Phil Anselmo, Pepper Keenan und Jimmy Bower fanden sich jedoch ab 1999 wieder zusammen. Rex Brown hatte Todd Strange am Bass ersetzt. Das Album selbst wurde laut Booklet binnen 28 Tagen im Studio Nodferatu’s Lair 45 Meilen westlich von New Orleans geschrieben und aufgenommen. Der Albumtitel stammt aus Stairway to Heaven von Led Zeppelin. Auch das letzte Stück, Landing on the Mountains of Meggido, weist Reminiszenzen an Led Zeppelin auf. Mit Stephanie Opal Weinstein ist bei dem Lied eine Gastsängerin zu hören.

## Rezeption
Das Album erreichte Platz 44 in den US-amerikanischen Billboard-200-Charts. Brian O’Neill von Allmusic schrieb, ein großer Teil der Songs könnte auch auf einem neueren Album von Corrosion of Conformity stehen. Nur wenige Stücke stächen hervor, darunter das „fast psychedelische“ Beautifully Depressed sowie Landing on the Mountains of Meggido. Er vergab zwei von fünf Sternen. Auch Peter Kubaschk von Powermetal.de sah Einflüsse von Corrosion of Conformity, Black Sabbath und Led Zeppelin. „Dieser Mix ist in sich aber völlig eigenständig und schlüssig. Zudem ist er auch extrem abwechslungsreich.“

## Titelliste
1. Lysergik Funeral Procession (Anselmo/Keenan/Bower/Windstein) – 3:10
2. There’s Something on My Side (Anselmo/Keenan/Windstein) – 5:21
3. The Man That Follows Hell (Anselmo/Keenan) – 4:33
4. Stained Glass Cross (Anselmo/Keenan/Bower) – 3:36
5. Ghosts Along the Mississippi (Anselmo/Keenan/Windstein/Bower/Brown) – 5:06
6. Learn from This Mistake (Anselmo/Keenan/Brown) – 7:14
7. Beautifully Depressed (Anselmo/Keenan/Windstein/Bower) – 4:52
8. Where I’m Going (Anselmo/Keenan) – 3:10
9. Doobinterlude (Bower) – 1:50
10. New Orleans Is a Dying Whore (Anselmo/Windstein/Keenan/Bower) – 4:15
11. The Seed (Anselmo/Keenan/Bower) – 4:21
12. Lies, I Don’t Know What They Say But... (Anselmo/Keenan/Brown) – 6:21
13. Flambeaux's Jamming With St. Aug (Bower) – 0:59
14. Dog Tired (Anselmo/Keenan/Bower) – 3:21
15. Landing on the Mountains of Meggido (Anselmo) – 7:49

Die Songwriter sind in Klammern angegeben.